# 5' 비번역 부위
5' 비번역 부위(5' UTR, 5' Untranslated Region)은 개시 코돈으로부터 상류(Upstream)에 있는 mRNA의 영역이다. 이 부위는 바이러스, 원핵 생물 및 진핵 생물의 상이한 메커니즘에 의한 전사의 번역의 조절에 중요하다. 번역되지 않은 것이라고 하지만, 5' UTR 전체 또는 이 부위의 일부는 때때로 단백질 생성물로 번역된다. 이 단백질은 전령 RNA의 주요 코딩 서열의 번역을 조절할 수 있다. 그러나 많은 생물에서는 5' UTR 대신 조절하는 복잡한 이차 구조를 형성한다. 5' UTR은 대사와 관련된 단백질과 상호 작용하는 것으로 밝혀졌다. 즉, 단백질은 5' UTR 내에서 서열을 번역한다. 또한 이 영역은 Drosophila의 성-치사 유전자와 같은 전사 조절에도 관여하고 있다. 또한 5' UTR 내의 조절 요소는 전령 RNA 배출과 관련이 있다.

## 일반적 구조

### 길이
5' UTR은 전사 시작 부위에서 시작하여 암호화 영역의 개시 코돈(보통 AUG) 전에 하나의 뉴클레오타이드에서 종료된다. 원핵 생물에서, 5' UTR의 길이는 3-10 뉴클레오타이드 길이 인 반면, 진핵 생물에서는 길이가 100~수천 뉴클레오타이드 정도이다. 예를 들어, Schizosaccharomyces pombe의 ste11는 2273 뉴클레오타이드 5' UTR 가지고 있는 반면,  대장균의 락토스 오페론은 5' UTR에 7개의 뉴클레오타이드만 가지고 있다.

### 요소

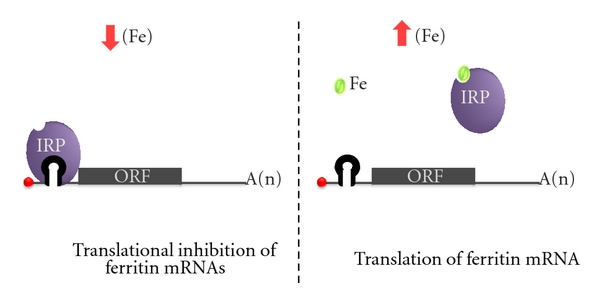
스템-루프 구조인 IRP(철 조절 단백질)와 IRE(철 반응 요소)의 결합 및 조절 번역

진핵 생물 및 원핵 생물의 5' UTR의 요소는 크게 다르다. 원핵 생물 5' UTR은 샤인-달가노 배열(SD Seuquence, AGGAGGU)로도 알려진 리보솜 결합 부위(RBS, Ribosome Binding Site)를 함유하며, 이는 일반적으로 개시 코돈으로부터 상류에 3-10개의 염기쌍이다. 대조적으로, 진핵 생물 5' UTR은 개시 코돈을 함유하는 코작 컨센서스 배열 (Kozak consensus sequence, ACCAUGG)을 함유한다. 또한 진핵 생물 5' UTR은 상류 개방 판독 프레임(uORF, Upstream Open Reading Frame), 상류 AUG (uAUG), 종결 코돈 조절 요소를 함유하며, 이는 번역 조절에 큰 영향을 미친다. 원핵 생물과 달리 진핵 생물은 5' UTR에 인트론을 보유할 수 있다. 인간의 경우, 모든 유전자의 ~35%가 5' UTR 내에 인트론이 존재한다.  

### 2차 구조
5' UTR은 G-C 함량이 높기 때문에 종종 2차 구조가 발생한다. 스템-루프 구조는 5' UTR 내에 위치 할 수 있는 2차 구조 중 하나이다. 이러한 2차 구조는 번역에도 영향을 미친다.

## 번역 조절에서의 역할

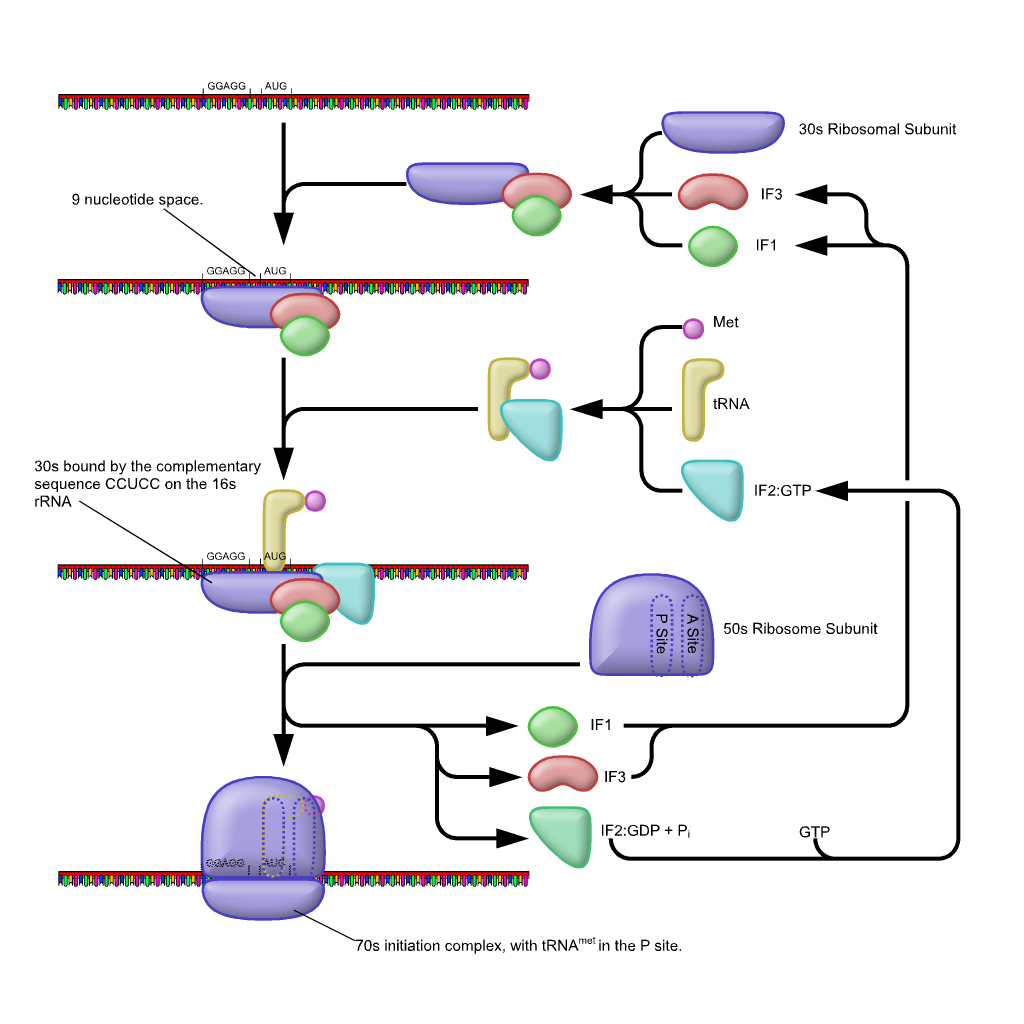
원핵 생물에서의 번역 과정

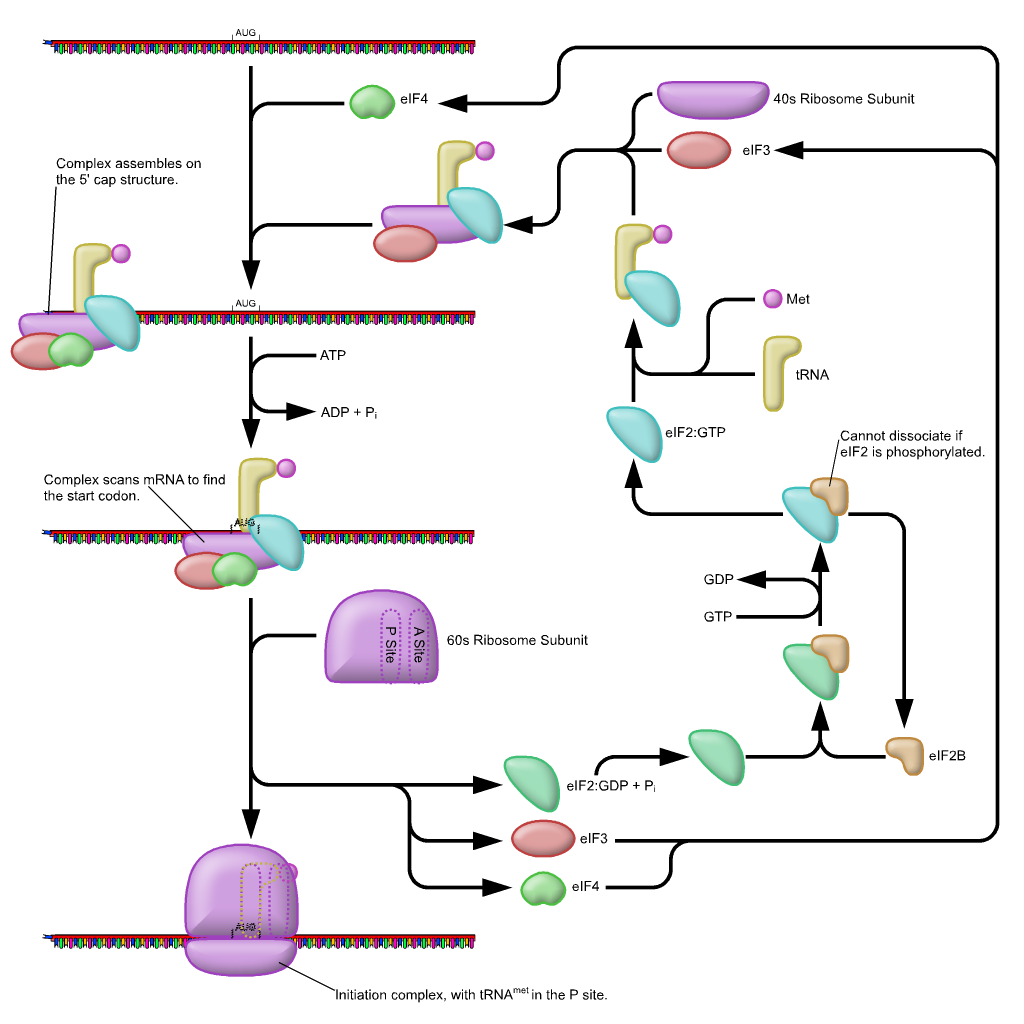
진핵 생물에서의 번역 과정

### 원핵 생물
원핵 생물에서 번역의 개시는 IF-3이 30S 리보솜 서브 유닛과 함께 5' UTR의 샤인-달가노 배열에 결합 할 때 발생한다. 그런 다음 번역을 시작할 수 있는 50S 리보솜 서브 유닛과 같은 다른 많은 단백질을 수집한다. 이러한 각 단계는 번역의 시작을 규제한다. 

### 진핵 생물

#### 사전 개시 복합체 조절
진핵 생물에서의 번역 조절은 원핵 생물보다 더 복잡하다. 처음에 eIF4F 복합체는 5' 캡으로 수집되고, 이는 5' UTR로 리보솜 복합체를 수집한다. eIF4E, eIF4G 모두 5' UTR에 결합하며, 이는 번역 개시가 발생할 수 있는 속도를 제한한다. 그러나 이것이 5 'UTR과 관련된 번역 의 유일한 규제 단계는 아닙니다. 
RNA 결합 단백질은 때때로 사전 개시 복합체가 형성되는 것을 방지하는 역할을 한다. 예를 들어 msl2 유전자의 조절이 있다. 단백질 SXL은 1차 전사체의 5' UTR 조각 내에 위치한 인트론 조각에 부착되어, 처리 후 인트론을 포함시킨다. 이 서열은 5' UTR 및 3' UTR 모두에 동시에 결합하는 단백질의 동원을 허용하고, 번역 단백질이 조립되지 못하게 한다. 

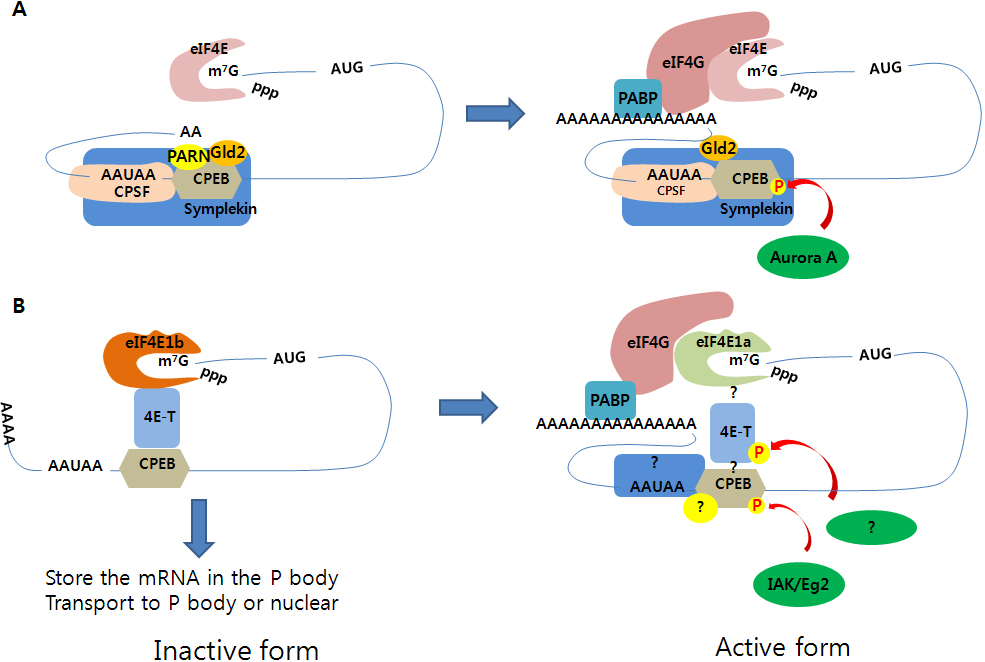
다양한 형태의 mRNA와 각각이 번역 조절에 미치는 영향

#### 닫힌 루프의 조절
또다른 중요한 번역 조절제는 3' UTR과 5' UTR 사이의 상호 작용이다. 

3' UTR과 5' UTR에 결합된 단백질 사이의 상호 작용은 번역이 조절된다.

닫힌 루프 구조는 번역을 억제한다. 이것은 5' 말단에 결합 된 eIF4E가 3' UTR에서 CPEB에 결합된 Maskin과 상호 작용하여 번역적으로 비활성인 전사체를 생성하는 Xenopus laevis에서 관찰되었다. CPEB가 인산화되면 번역 억제가 해제되어 Maskin 결합 부위를 대체하여 폴리 A 꼬리의 중합을 가능하게 하여 PABP를 통해 번역에 필요한 요소를 모을 수 있다.

#### 페리틴 조절
세포 내 철 수준은 철 저장 및 대사에 관여하는 많은 단백질의 번역 조절에 의해 유지된다. 5' UTR은 철 조절 단백질(IRP1 및 IRP2)에 의해 인식되는 스템-루프 구조의 이차 구조(IRE, 철 반응 요소로 알려져 있음)를 형성하는 능력을 갖는다. 낮은 농도의 철에서, 표적 전령 RNA의 ORF(Open Reading Frame)는 철 반응 요소에 대한 IRP1 및 IRP2의 결합으로부터 차단된다. 높은 농도의 철에서, 2개의 철 조절 단백질은 강하게 결합하지 않고 철 농도 조절에 역할을 하는 단백질이 발현되게 한다. 이 기능은 아밀로이드 전구체 단백질의 번역이 전령 RNA의 5' UTR에서 발견된 철 반응 성분에 대한 단일 뉴클레오타이드의 다형성으로 인해 파괴 될 수 있고, 알츠하이머의 증가를 초래한다는 것이 밝혀진 후에 어느 정도 관심을 얻었다.

#### uORF 및 재개
진핵 생물에서 또 다른 형태의 번역 조절은 5' UTR의 업스트림 오픈 리딩 프레임(uORF)이라는 독특한 요소에서 비롯된다. 이러한 요소는 모든 인간 유전자의 35~49%에서 존재하는 일반적인 요소이다. uORF는 암호화 서열 개시 부위의 상류에 위치한 5' UTR에 위치한 코딩 서열이다. 이 uORF에는 업스트림 AUG(uAUG)라고하는 자체 시작 코돈이 포함되어 있다. 이 코돈은 리보솜에 의해 스캔 된 후 번역되어 작동된다. 주요 단백질 코딩 서열 또는 동일한 전사체에 존재할 수 있는 다른 uORF의 번역을 조절할 수 있다. 

## 참고
- 3' 비번역 부위
- UORF
- 철 반응성 요소 결합 단백질
- 철 반응 요소
- 트랜스 스플라이싱
- UTRdb